# Dantesymfonin
Dantesymfonin (En symfoni till Dantes Divina Commedia) är ett orkesterverk med slutkör av Franz Liszt. Komponerad 1856 och framförd första gången 7 november 1857 i Dresden. Premiären var en katastrof på grund av otillräckliga repetitioner och Liszt som dirigerade blev offentligt förnedrad. Symfonin är tillägnad Liszts vän och kommande svärson Richard Wagner. Verket bygger på Dantes epos Den gudomliga komedin (Divina Commedia) som är uppdelad i tre delar: Helvetet, Skärselden och Paradiset. Liszts verk behandlar i två satser, Inferno och Purgatorio, de båda första delarna. Den paradisiska tillvaron endast antyds mot slutet. Wagner hade nämligen fått Liszt med på sin uppfattning att inte någon människa har förmåga att ge uttryck för paradisets glädje i sin musik. Verket avslutas därför med ett Magnificat för kör.

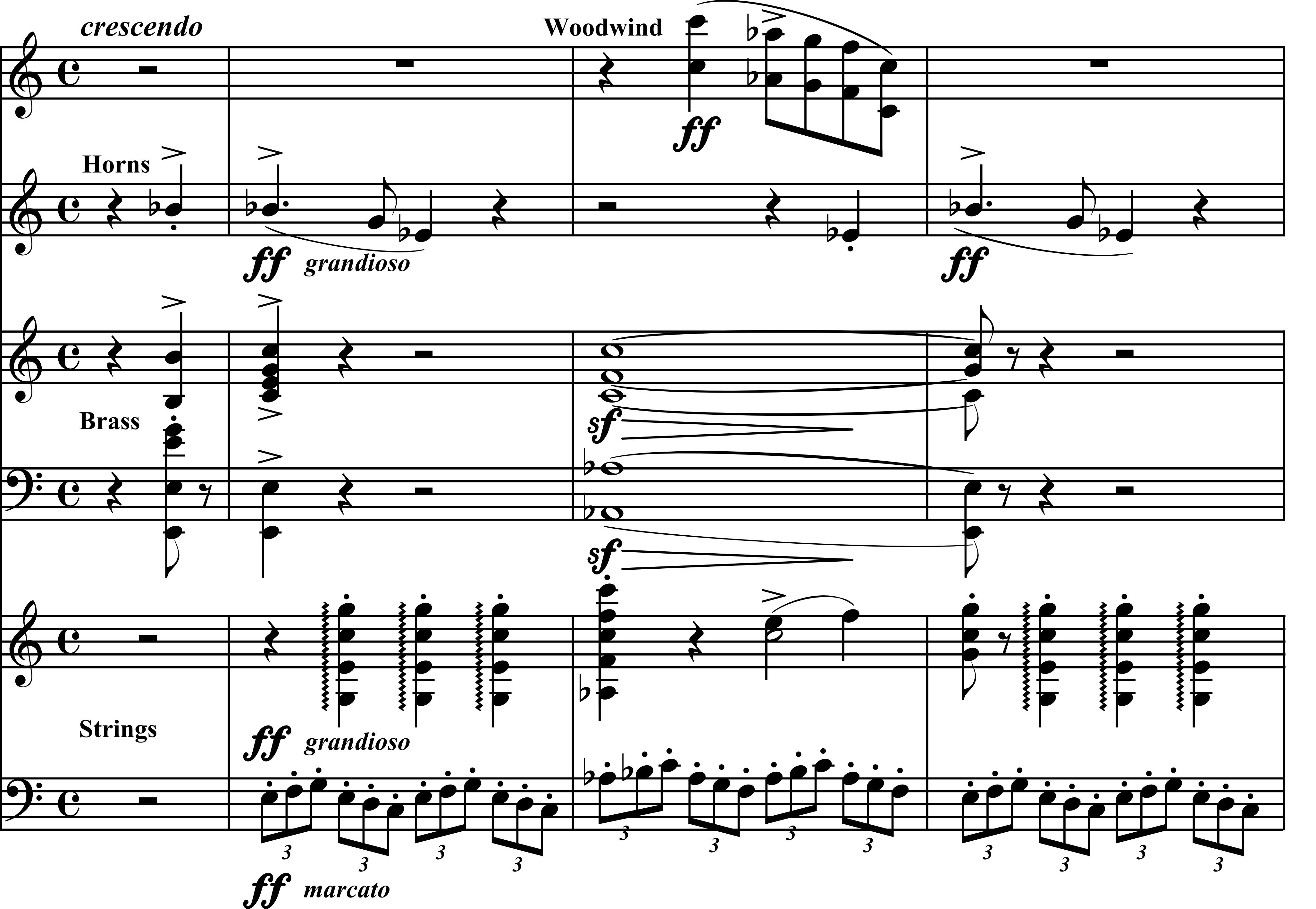

I inledningen till första satsen, Inferno, följer musiken på sätt och vis bokstavligen Dantes text i det att varje ton motsvarar en stavelse i den ruskiga inskriptionen över helvetets port. Efter den effektfulla och målande skildringen av helvetets kval och eviga hopplöshet söker Liszt att i verkets andra hälft, Purgatorio, framställa den själsliga reningsprocessen. Denna sats slutar i ett Magnificat, där en dam- eller gosskör sjunger de frälsta själarnas jubelsång.